# Myotis oreias
Myotis oreias (Temminck, 1840) è un pipistrello della famiglia dei Vespertilionidi endemico di Singapore.

## Descrizione

### Dimensioni
Pipistrello di piccole dimensioni, con la lunghezza dell'avambraccio di 38,5 mm e la lunghezza delle orecchie di 14 mm.

### Aspetto
La pelliccia è lunga, densa e si estende sul muso fino alle narici. Le parti dorsali sono marroni scure con le punte dei peli bruno-giallastre, mentre le parti ventrali sono leggermente più chiare. Le orecchie sono moderatamente lunghe, con il margine interno diritto alla base e convesso verso l'estremità. Il trago è corto e leggermente curvato in avanti. Le ali sono attaccate posteriormente alla base delle dita dei piedi, i quali sono piccoli. La punta della coda si estende oltre l'uropatagio. Il secondo premolare superiore è abbastanza grande.

## Distribuzione e habitat
Questa specie è conosciuta soltanto dall'olotipo catturato a Singapore ed ora depositato presso il Naturalis di Leida, Paesi Bassi, con numero di catalogo RMNH 35407.

## Tassonomia
Recenti studi hanno confermato che l'unico individuo esistente sarebbe la combinazione tra la pelle di un membro del genere Kerivoula e il cranio di una specie di Myotis. Pertanto il nome scientifico è da considerarsi nomen dubium.

## Conservazione
La IUCN Red List, considerata l'incertezza sulla sua posizione tassonomica e che sia conosciuta soltanto dall'olotipo, peraltro molto danneggiato, classifica M.oreias come specie con dati insufficienti (DD).